# Амастрида
Амастрида или Амастрис (на старогръцки: Αμαστρίς) е дъщеря на Оксиатър, по-малкият брат на персийския цар Дарий III († 330 пр.н.е.) от династията Ахемениди.
След победоносната битка при Иса (333 пр.н.е.) Александър Велики взема в плен фамилията на Дарий III, между нея и Амастрида. Той я омъжва при масовата сватба в Суза за бойния си приятел Кратер (324 пр.н.е.). След развода им Кратер (322 пр.н.е.) я отстъпва на тирана Дионисий от Хераклея Понтика.
Дионисий и Амастрида имат три деца: Клеарх, Оксиатър и Амастрида.
След 32-годишно управление Дионисий умира през 305 пр.н.е. и Амастрида е царица-регентка за най-големия си син Клеарх. През 302 пр.н.е. Амастрида се омъжва за диадох Лизимах и дава управлението на сина си. Двамата имат син Александър, който е убит през 275 пр.н.е.
По политически причини след битката при Ипс (301 пр.н.е.) Лизимах я напуска, за да се ожени за Арсиноя II, дъщерята на Птолемей I.
Амастрида събира четирите селища Сесамос, Киторос, Кромна и Тиос и основава през 300 пр.н.е. наречения на нея град Амастрида (днес Амасра) на брега на Пафлагония. Там тя сече монети с надпис „царица Амастрида“.